# The Citizen (Sudafrica)
The Citizen è un quotidiano sudafricano edito a Johannesburg, fondato nel 1976.

## Storia
Fu fondato nel 1976, durante l'apartheid da Louis Luyt. All'epoca era l'unico grande giornale in lingua inglese favorevole al National Party. Due anni più tardi, durante lo scandalo dell'Informazione, emerse che il denaro per fondare e finanziare il giornale proveniva da un fondo segreto del Dipartimento dell'Informazione e, in ultima analisi, dal Dipartimento della Difesa.